# FC Helsingør
FC Helsingør är en fotbollsklubb i Helsingør i Danmark, grundad 1 augusti 2005.
Klubben är ett samarbete mellan några av Helsingørs fotbollsklubbar, och bildades 2005 under det ursprungliga namnet Elite 3000 Fodbold. som användes fram till säsongen 2012-2013. Sommaren 2017 flyttades klubben upp i Superligaen för första gången någonsin efter att ha vunnit sammanlagt mot Viborg FF i två kvalmatcher. Det blev emellertid bara till en säsong i högstaligan då man slutade sist i debutsäsongen och därför flyttades ner igen sommaren 2018.
År 2024 köpte den spanska legenden Andreas Iniesta klubben. 

## Svenska spelare
- Lucas Ohlander (2017)
- Melvin Frithzell (2018)
- Teddy Bergqvist (2020)